# Keminebu
Keminebu war eine altägyptische Königin der 13. Dynastie. Sie ist bisher nur von ihrer Bestattung neben der Pyramide von Amenemhet II. in Dahschur bekannt. Ihr einzig überlieferter Titel ist Königsgemahlin.
Die Bestattung der Königin fand sich in einer Grabanlage, die aus einem langen Gang und davon abgehend zwei Grabkammern bestand. In einer der Grabkammern fand sich die Bestattung der Keminebu, in der anderen, die des Schatzmeisters Amenhotep. Beide Bestattungen fanden sich beraubt und konnten nur noch anhand von beschrifteten Sargfragmenten ihren Eigentümern zugeordnet werden.
In der früheren Literatur wurde Keminebu als Gemahlin von Amenemhat II. angesehen. Neuere Forschungen haben aber gezeigt, dass sie in die 13. Dynastie datiert. Vor allem alle Tierhieroglyphen auf ihrem Sarg sind verstümmelt wiedergegeben. Dies ist typisch für die 13. Dynastie und Zweite Zwischenzeit. Die Inschriften des Sarges sind von einiger Bedeutung, da sie Teile des Totenbuchspruches 151 tragen, der die Mumienmaske zum Thema hat. Es handelt sich bisher um den frühsten Beleg für den Abschnitt dieses Kapitels.